# Benhalima Rouane
Pour les articles homonymes, voir Rouane (homonymie).
Benhalima Rouane est un footballeur international algérien né le 28 février 1979 à Frenda, dans la wilaya de Tiaret, qui évoluait au poste d'attaquant.
Il compte 3 sélections en équipe nationale en 2003.

## Biographie
Il commence le football sous les couleurs du SC Mecheria et termine sa carrière avec le club du MO Constantine. 
Il joue au haut niveau pendant 14 saisons, notamment en Division 1 avec l'USM El Harrach et l'USM Blida.
Il reçoit 3 sélections en équipe d'Algérie lors de la saison 2002-2003. Il joue notamment deux matchs rentrant dans le cadre des Tours préliminaires de la Coupe d'Afrique des nations 2004.

## Palmarès
- Vice-champion d'Algérie en 2003 avec l'USM Blida.
- Accession en Ligue 1 en 2000 avec l'USM El Harrach.
- Finaliste de la coupe d'Algérie en 2009 avec le CA Bordj Bou Arreridj.

## Statistiques

### En club
| Saison                | Club                  | Championnat           | Championnat | Championnat | Coupe(s) nationale(s) | Coupe(s) nationale(s) | Supercoupe | Supercoupe | Compétition(s) continentale(s) | Compétition(s) continentale(s) | Compétition(s) continentale(s) | Coupe arabe | Coupe arabe | Total | Total |
| Saison                | Club                  | Division              | M.          | B.          | M.                    | B.                    | M.         | B.         | Comp.                          | M.                             | B.                             | M.          | B.          | M.    | B.    |
| 1998-1999             | SC Mecheria           | 2                     | -           | -           | -                     | -                     | -          | -          | -                              | -                              | -                              | -           | -           | 0     | 0     |
| 1999-2000             | USM El Harrach        | 1                     | -           | -           | -                     | -                     | -          | -          | -                              | -                              | -                              | -           | -           | 0     | 0     |
| 2000-2001             | USM El Harrach        | 1                     | -           | -           | -                     | -                     | -          | -          | -                              | -                              | -                              | -           | -           | 0     | 0     |
| 2001-2002             | JSM Tiaret            | 2                     | -           | -           | -                     | -                     | -          | -          | -                              | -                              | -                              | -           | -           | 0     | 0     |
| 2002-2003             | USM Blida             | 1                     | 26          | 1           | 1                     | 0                     | -          | -          | -                              | -                              | -                              | -           | -           | 27    | 1     |
| 2003-2004             | USM Blida             | 1                     | 26          | 5           | 2                     | 0                     | -          | -          | -                              | -                              | -                              | -           | -           | 28    | 5     |
| 2004-2005             | USM Blida             | 1                     | 25          | 1           | 4                     | 0                     | -          | -          | -                              | -                              | -                              | 6           | 1           | 35    | 2     |
| 2005-2006             | USM El Harrach        | 2                     | 27          | 9           | 1                     | 0                     | -          | -          | -                              | -                              | -                              | -           | -           | 28    | 9     |
| 2006-2007             | ASM Oran              | 1                     | 18          | 3           | 1                     | 0                     | -          | -          | -                              | -                              | -                              | -           | -           | 19    | 3     |
| 2007-2008             | AS Khroub             | 1                     | 25          | 5           | 2                     | 0                     | -          | -          | -                              | -                              | -                              | -           | -           | 27    | 5     |
| 2008-2009             | CA Bordj Bou Arreridj | 1                     | 23          | 5           | 1                     | 0                     | -          | -          | -                              | -                              | -                              | -           | -           | 24    | 5     |
| 2009-2010             | MO Constantine        | 2                     | -           | -           | -                     | -                     | -          | -          | -                              | -                              | -                              | -           | -           | 0     | 0     |
| 2010-2011             | MO Constantine        | 2                     | -           | -           | -                     | -                     | -          | -          | -                              | -                              | -                              | -           | -           | 0     | 0     |
| Total sur la carrière | Total sur la carrière | Total sur la carrière | 170         | 29          | 15                    | 0                     | 0          | 0          | -                              | 0                              | 0                              | 6           | 1           | 191   | 30    |

### Avec l'équipe d'Algérie
Le tableau suivant indique les rencontres de l'équipe d'Algérie dans lesquelles Benhalima Rouane a été sélectionné depuis le 29 mai 2003 jusqu'à 6 août 2003.